# Менхіт

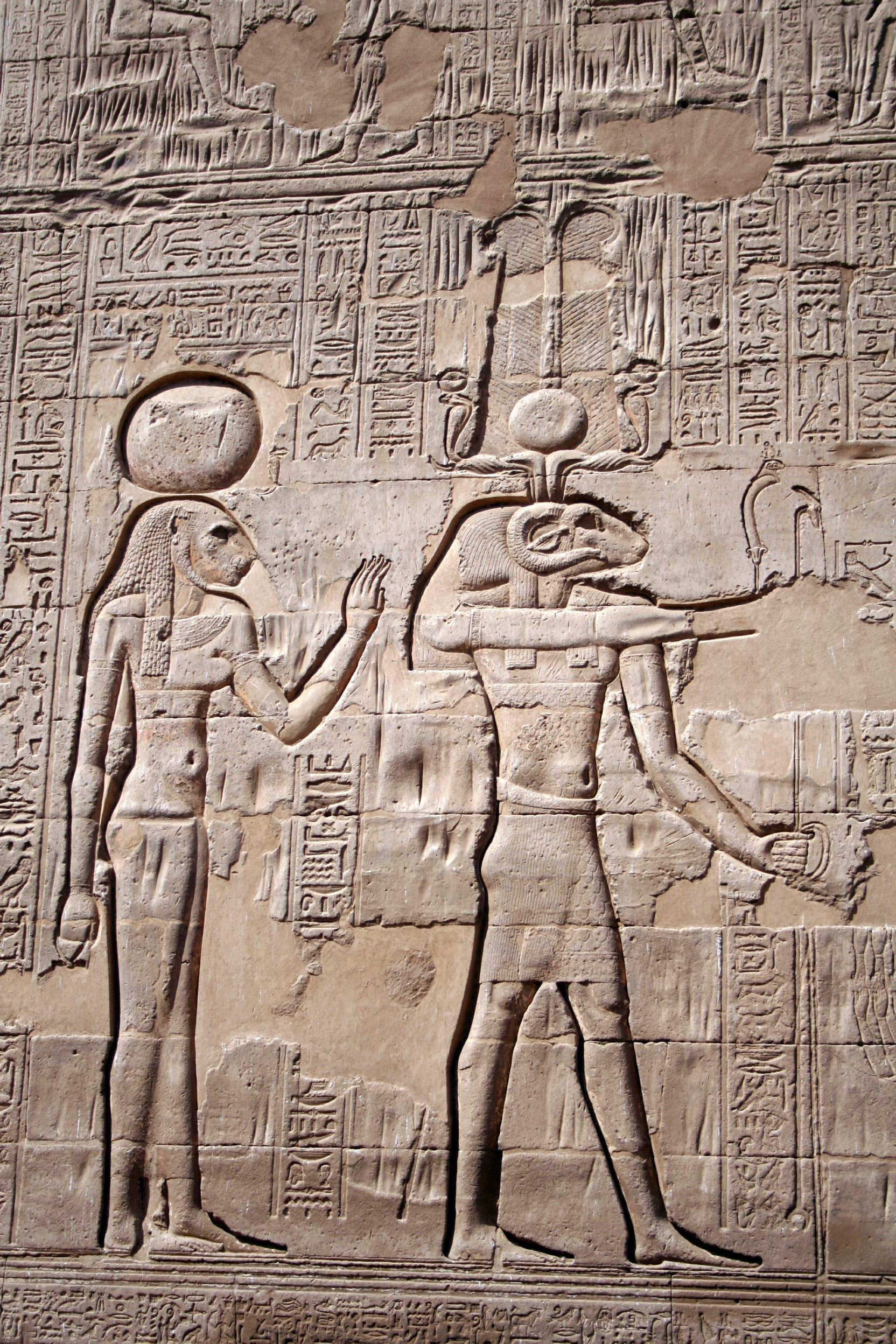
Богиня Менхіт стоїть ліворуч від Хнума. Барельєф на зовнішній стіні храму в Есні.

Менхіт — спочатку була іноземною богинею війни в давньоєгипетській міфології. Її ім'я відображає войовничий статус, що може пов'язувати богиню з вбивствами.
Левиці в Єгипті асоціювалися з полюванням і агресією, тому все, що було пов'язане з військовими діями мало пряме відношення до левів. У цьому випадку Менхіт не стала винятком і її зображували як богиню-левицю.
Менхіт також вважалася символом єгипетської армії, яка боролася з ворогами знищуючи їх вогняними стрілами. Подібні дії робили її схожою на інших божеств війни. Меншою мірою вона була відома як богиня корон.
У 3-му номі Верхнього Єгипту, в культовому центрі богині Латополі (Есна), Менхіт вважалася дружиною Хнума та матір'ю Хека.
У центрі її культу, на південній межі Верхнього Єгипту, Менхіт стали ототожнювати з Сехмет, яка спочатку була левоголовою богинею війни у Верхньому Єгипті. Після об'єднання двох єгипетських царств, Менхіт стали розглядати як форму богині Сехмет.